# Choerotricha enunciativa
Choerotricha enunciativa är en fjärilsart som beskrevs av Swinhoe 1892. Choerotricha enunciativa ingår i släktet Choerotricha och familjen tofsspinnare. Inga underarter finns listade i Catalogue of Life.